# Адад-нирари I
Адад-нирари I е цар на Асирия, управлявал около 1305 – 1274 година пр. Хр., в епохата на Средноасирийското царство.
Той е най-ранният асирийски владетел, за чието управление са запазени относително подробни хроники. Син и наследник на Арик-ден-или, той води поредица от успешни войни, организирайки първото разширение на държавата извън района на древния ѝ център Ашур и завладявайки царството Митани. Наследен е от сина си Салманасар I.